# Bürgerausschuss
Der Bürgerausschuss (damals Bürgerausschuß bzw. Bürger-Ausschuß geschrieben) war ein kommunalpolitisches Gremium, das vom 19. bis zum 20. Jahrhundert in den Gemeinden des Königreichs Württemberg, des Großherzogtums Baden und in Schwerin existierte.
In den Stadtstaaten der Freien und Hansestädte Hamburg und Lübeck bildete das Gremium ein eigenes Verfassungsorgan.
In Lübeck und anderen Städten gab es bereits im Mittelalter Bürgerausschüsse, die jedoch eine andere Funktion hatten.
Heute gibt es Bürgerausschüsse nur noch in der ehemaligen Reichsstadt Esslingen sowie in Oberensingen und Roßdorf, Stadtteilen von Nürtingen in Baden-Württemberg. Dort sind sie als gewählte Vertretung der Bürgerschaft jeweils eines Stadtteils oder auch mehrerer Stadtteile dem Gemeinderat und der Stadtverwaltung wie ein Beirat zur Seite gestellt.

## Mittelalter und frühe Neuzeit
In Lübeck wie in anderen Städten mit lübschem Recht war es im Mittelalter üblich, dass wichtige Beschlüsse wie die Erhebung von Steuern nicht ohne Genehmigung durch die Bürger gefasst werden durften. Meist berieten sich die Ratsherren zu diesem Zweck mit den sogenannten „besten Bürgern“, die dem Rat nahestanden. Nur wenn die Bürger mit dieser Vorgehensweise nicht einverstanden waren, wählte die „Gemeine“, d. h. die Versammlung aller Bürger, einen Ausschuss, der meist paritätisch aus Kaufleuten, die Ratsmitglieder werden durften, und Handwerkern, denen der Rat verschlossen blieb, bestand. Diese „verordneten Bürger“ verhandelten mit dem Rat über die Höhe der Steuern und Gegenleistungen des Rats. Waren die Verhandlungen erfolgreich verlaufen, löste sich der Ausschuss meistens wieder auf.
Als in den Jahren der Reformation Steuererhöhungen wegen der Kosten des Krieges gegen Christian II. und der vom Kaiser Karl V. geforderten Türkensteuer notwendig waren, sahen die Bürger die Gelegenheit gekommen, im Gegenzug evangelische Prediger zu verlangen. Die Weigerung des Rats unter Bürgermeister Nikolaus Brömse schaukelte die Forderungen immer höher, bis schließlich 1530 der Ausschuss als eine Art Gegenregierung da stand, an deren Spitze Jürgen Wullenwever stand, und 1533 auch einen Teil des Rats stellte. Mit der verheerenden Niederlage in der Grafenfehde und der Restaurierung des alten Rats 1535 wurden Bürgerausschüsse für die Zukunft verboten. Auch in anderen Hansestädten wurde die Reformation auf ähnliche Weise durchgesetzt.
In Paderborn gab es im 16. Jahrhundert einen 40-köpfigen Bürgerausschuss, der auch Vierziger-Ausschuss genannt wurde.

## 19. bis 20. Jahrhundert

### Baden
Im Großherzogtum Baden wurde 1821 im Vorgriff auf eine neue Gemeindeordnung unter der Regierung von Ludwig I. in einem provisorischen Gesetz in jeder Gemeinde ein Gemeinde-Ausschuß eingerichtet, wobei die in größeren Gemeinden teilweise bereits bestehenden größeren Ausschüsse oder Bürger-Collegien weiter Bestand hatten. Im Vorwort des Gesetzes wurde auch schon der Begriff Bürger-Ausschüsse verwendet. Die Ausschüsse dienten der Kontrolle der Gemeinderäte und die Beschlüsse der Ausschüsse ersetzten bei wichtigen Entscheidungen über das Gemeindevermögen die bisher notwendige Bestätigung durch eine Gemeinde-Versammlung.
Das Gesetz über die Verfassung und Verwaltung der Gemeinden vom 31. Dezember 1831 legte in § 9 fest: „Neben dem Gemeinderath besteht in jeder Gemeinde ein Bürgerausschuß und die Gemeindeversammlung.“ In Städten mit „über 3000 Seelen“ (§ 40) konnte ein größerer Bürgerausschuss eingerichtet werden, der viermal so stark sein musste wie der kleinere und weitere Aufgaben der Gemeindeversammlung übernehmen konnte.
Die Institution des Bürgerausschusses blieb im Großherzogtum bis zum Ende erhalten und wurde 1919 auch in die Gemeindeordnung der Republik Baden übernommen, wobei die Mitglieder des Bürgerausschusses neu als Gemeindeverordnete bezeichnet werden.
Auch das Gesetz einer badischen Gemeindeordnung vom 8. Oktober 1921 kennt den Begriff Bürgerausschuss, wobei hier die Gesamtheit von Gemeinderat und Gemeindeverordneten gemeint ist, während die Gemeindeverordneten etwa den Mitgliedern des früheren Bürgerausschusses entsprechen.
Bei der Machtübernahme durch die Nationalsozialisten wurde 1933 auch der Bürgerausschuss abgeschafft.

### Württemberg
In den Jahren 1816 bis 1822 nahm König Wilhelm I. eine grundlegende Reformierung der württembergischen Gemeindeverfassung vor. Hierbei wurde dem Gemeinderat eine zweite Kammer, der Bürgerausschuss (anfangs auch unter der Bezeichnung Gemeindedeputation) als Kontrollgremium und Vertretung der Bürgerschaft zur Seite gestellt. Durch Gesetz vom 15. März 1919 wurden die Bürgerausschüsse abgeschafft.

### Freie Hansestädte
In den Freien Hansestädten Lübeck und Hamburg wurden ebenfalls im 19. Jahrhundert Bürgerausschüsse eingeführt. Diese standen allerdings nicht selbständig neben, sondern unter der Bürgerschaft, dem Parlament der Stadtstaaten. Es handelte sich aber auch nicht um einen einfachen Ausschuss der Bürgerschaft, wie sie heute in Parlamenten als vorbereitende Fachausschüsse (Haushaltsausschuss) oder Sonderausschüsse mit besonderen Rechten (Untersuchungsausschuss) gebildet werden können. Vielmehr waren die Bürgerausschüsse ein eigenständiges Verfassungsorgan, welches von der Bürgerschaft aus deren Mitte gewählt wurde und in weniger bedeutenden Fragen an Stelle der Bürgerschaft entscheiden konnte.

#### Lübeck
In Lübeck wurde der Bürgerausschuss 1849 eingeführt. Die in der Hansestadt bereits im Mittelalter existierenden Bürgerausschüsse hingegen hatten keine vergleichbare Funktion. Dem Bürgerausschuss gehörten 30 der 120 Bürgerschaftsmitglieder an. In der lübeckischen Verfassung vom 23. Mai 1920 (in der Fassung vom 11. April 1925) ist die Mitgliederzahl auf 24 von 80 Abgeordneten festgelegt. Diese Verfassung wird 1933 faktisch mit den Gleichschaltungsgesetzen der Nationalsozialisten aufgehoben.

#### Hamburg
In Hamburg wurde der Bürgerausschuss mit der Verfassung der Freien und Hansestadt Hamburg vom 28. September 1860 eingeführt. Der Name dieses Verfassungsorgans war auch hier bereits in vorigen Jahrhunderten für andere bürgerliche Gremien manchmal verwendet worden. Der Bürgerausschuss bestand aus 20 Mitgliedern, welche die Hamburgische Bürgerschaft aus ihrer eigenen Mitte wählte und unter denen bis zur Verfassung von 1921 nur 5 Rechtsgelehrte sein durften. Der Ausschuss wurde durch seinen Vorsitzenden (ab 1921 der Bürgerschaftspräsident) oder den Senat zusammenberufen. Die Sitzungen waren nicht öffentlich. Er konnte: Auf Antrag des Senats außerordentliche Ausgaben und Veräußerung von Staatsgut bis zu einem gewissen Betrag mitgenehmigen (ab 1921 genehmigen). In dringlichen Fällen gesetzliche Verfügungen, vor einer späteren Zustimmung der Bürgerschaft, mitgenehmigen (ab 1921 genehmigen). Vom Senat Auskunft und ab 1921 auch Akteneinsicht verlangen. Die Einberufung der Bürgerschaft veranlassen. Er war verpflichtet die Einhaltung der Verfassung und Gesetze des öffentlichen Rechts zu überwachen und bei Nichteinhaltung die Bürgerschaft zu unterrichten, sofern der Senat nicht Abhilfe schuf.
Der letzte Punkt wurde als eine der wichtigen Aufgaben im Verfassungsartikel von 1921 vorangestellt. Nach Unterbrechung in der Zeit des Nationalsozialismus wurde der Bürgerausschuss mit der endgültigen Nachkriegsverfassung vom 6. Juni 1952 „Zur Wahrnehmung bestimmter durch die Verfassung oder durch Gesetz festgelegter Aufgaben“ (Artikel 26 ff.) wieder eingeführt. Die alten Verfassungsartikel wurden mit leichten Änderungen übernommen. Außer über die Einhaltung der Verfassung und über die Gesetzmäßigkeit der Verwaltung zu wachen, hatte er auf Antrag des Senats Ausgaben bis zu einer gewissen Höhe zu genehmigen, sofern die öffentliche Erörterung in der Bürgerschaft dem Staatswohl zuwiderlief – oder die Entscheidung dringlich war – oder im Einzelfall einen von der Bürgerschaft festgelegten Betrag nicht überschritt. Auch die Genehmigung von Veräußerung von Staatsgut bis zu bestimmten Betragsgrenzen und der Erlass von Vorschriften in dringenden Fällen, die Bestellung der Mitglieder des Rechnungshofes und die Genehmigungen von Verwaltungs- und Aufsichtsratstätigkeiten eines Senators gehörten nun zu verfassungsgemäßen Aufgaben.
1996 wurde der Bürgerausschuss samt einiger anderer tradierter Eigenarten der Hamburger Verfassung im Rahmen einer umfassenden Verfassungsänderung abgeschafft.

#### Bremen
In Bremen wurde 1157 von einem Bürgerausschuss als Interessenvertretung der Stadt berichtet, der seit 1230 als Rath der Stadt die Stadt regierte. In der Freien Hansestadt Bremen (Land) existierte bis in die erste Hälfte des 20. Jahrhunderts ein nicht ganz vergleichbares Gremium unter der Bezeichnung Bürgeramt. Dieser aus der Bremischen Bürgerschaft gebildete Ausschuss war nicht mit stellvertretenden Entscheidungsbefugnisse ausgestattet, sondern organisierte gemäß der Verfassung die Bürgerschaftssitzungen und war für den geschäftsmäßigen Verkehr zwischen Bürgerschaft und Senat zuständig. Darüber hinaus (und in diesem Punkt mit Hamburg vergleichbar) hatte es über die Aufrechterhaltung der Verfassung, Gesetze und Staatseinrichtungen zu wachen und Mängel der Bürgerschaft zu berichten.

### Schwerin
In Schwerin wurde 1832 ein 30-köpfiger Bürgerausschuss eingerichtet, der als Vertretung der Bürger neben dem aus 9 Senatoren bestehenden Magistrat die Politik der Stadt bestimmte.

## 21. Jahrhundert

### Esslingen am Neckar
Die Bürgerausschüsse von Esslingen sind ehrenamtliche Vertretungen jeweils eines Stadtteils und werden von dessen Bürgern in der Bürgerversammlung für 3 Jahre gewählt. Sie dienen der Stadtverwaltung und dem Gemeinderat als Ansprechpartner für die Belange ihres Stadtteils.
Die einzelnen Bürgerausschüsse sind Mitglieder der Arbeitsgemeinschaft der Bürgerausschüsse. Die stimmberechtigten Mitglieder der Arbeitsgemeinschaft wählen für 3 Jahre einen Vorstand. Am 21. Februar 1991 beschloss die Arbeitsgemeinschaft die Arbeitsweise und den Aufbau der Ausschüsse in einem Status.
Als Grundlage für die Zusammenarbeit zwischen den Bürgerausschüssen, dem Gemeinderat und der Verwaltung wurde eine Vereinbarung getroffen. Diese wurde von der Arbeitsgemeinschaft am 17. Juli 1990 gebilligt und vom Gemeinderat am 10. Dezember 1990 genehmigt. Im Juni 2000 wurde sowohl der Status als auch die Vereinbarung redaktionell überarbeitet.

### Zu: Württemberg und Baden
- Marzel Nordmann: Der Bürgerausschuss nach der badischen Gemeinde- und Städteordnung, unveröff. Diss. Freiburg 1924
- Alfred Dehlinger: Württembergs Staatswesen in seiner geschichtlichen Entwicklung bis heute, Band I, 1954, S. 270 u. 272
- Fritz Klemm: Die Württembergische Gemeindeverfassung von 1822 und ihre Vorläufer, unveröff. Diss. Tübingen 1976
- Wolfgang Leiser: Die Einwohnergemeinde im Kommularecht des Großherzogtums Baden, in: Kommunale Selbstverwaltung – Idee und Wirklichkeit, hrsg. v. Bernhard Kirchgässner u. Jörg Schadt, 1983 (ISBN 3-7995-6410-1), S. 46
- Hartmut Zoche: Die Gemeinde – ein kleiner Staat? Motive und Folgen der großherzoglich-badischen Gemeindegesetzgebung 1819-1914, 2 Bde. 1986, ISBN 3-8204-9487-1 (zugl. Diss. Freiburg 1985)
- Rupert Hourand: Die Gleichschaltung der badischen Gemeinden 1933/34, unveröff. Diss. Freiburg 1985, S. 22f u. a.

### Zu: Hansestädte und Schwerin
- Das Staatsrecht der Freien und Hanse-Städte. Hamburg, Lübeck, Bremen. (Handbuch des öffentlichen Rechts der Gegenwart, Bd. 3, Hbd. 2, Abt. 3), 1884, S. 22ff, 48f
- Friedrich Bruns: Verfassungsgeschichte des Lübeckischen Freistaates 1848-1898, 1898
- Wilhelm Brückner: Staats- und Verwaltungsrecht der freien und Hansestadt Lübeck, 1909, S. 42–48
- Johannes Bollmann: Das Staatsrecht der Freien Hansestädte Bremen und Lübeck, S. 61–65. In: Das öffentliche Recht der Gegenwart, Band 27. J.C.B. Mohr, Tübingen 1914.
- Michael Dunkelberg: Der Bürgerausschuß in der Verfassung der Freien und Hansestadt Hamburg, unveröff. Diss. 1980
- Detlef Gottschalck: Die Hamburgische Bürgerschaft: eine Untersuchung ihrer verfassungsrechtlichen Stellung nach der Verfassung von 1952, 1993 (ISBN 3-428-07846-2) (zugl. Diss. Hamburg 1993)
- Klaus David: Verfassung der Freien und Hansestadt Hamburg. Kommentar, 1994 (ISBN 3-415-01905-5), S. 425–468
- Bernd Kasten: Bürgerausschuß und Magistrat der Residenzstadt Schwerin im Gefolge der Revolution von 1848, in: Mecklenburgische Jahrbücher, Jg. 114.1999, S. 169–182

### Zu: Lübeck im Mittelalter
- Lübeckische Geschichte, hrsg. von Antje Grassmann, Lübeck 1997 3. Aufl., S. 216ff (ISBN 3-7950-3215-6)